# Осока Мікелі
Осока Мікелі (Carex michelii) — вид трав'янистих рослин з родини осокові (Cyperaceae), поширений у середній, південній і східній Європі, західній Азії.

## Опис
Багаторічна рослина 15–45 см. Рослина з горизонтальними кореневищами. Жіночі колоски в числі 2, яйцеподібні, 1.5–2 см завдовжки. Чоловік колосок жовтий в період цвітіння і буро-жовтий після відцвітання. Мішечки довгасто-обернено-яйцеподібні, 5–6(6.5) мм довжиною, з найдрібнішими шипиками, зелені, з подовженим гостро-2-зубчастим носиком.

## Поширення
Поширений у середній, південній і східній Європі, західній Азії (Туреччина, Вірменія, Азербайджан, Грузія, пн.-зх. Іран).
В Україні вид зростає в остепнених дібровах, на узліссях, у заростях степових чагарників — у Поліссі та Лісостепу, зрідка; в Лісостепу, гірському Криму та Передкарпатті, зазвичай.